# Midhat Riđanović
Midhat Riđanović (ur. 20 sierpnia 1935 w Nowym Pazarze, zm. 4 kwietnia 2023 w Sarajewie) – bośniacki językoznawca.

## Biografia
Odbył studia z zakresu języka i literatury angielskiej oraz języka i literatury francuskiej na Wydziale Filozoficznym Uniwersytetu w Sarajewie. Na Uniwersytecie Michigan ukończył studia podyplomowe w dziedzinie językoznawstwa, pracę magisterską obronił w 1967 roku. Na tej samej uczelni obronił rozprawę doktorską pt. A Synchronic Study of Verbal Aspect in English and Serbo-Croatian (1969).
Od 1964 roku pracował w Katedrze Anglistyki Uniwersytetu w Sarajewie. W roku akademickim 1973/1974 był profesorem wizytującym języka angielskiego na Uniwersytecie w Bengazi (Libia), a w 1984/1985 przebywał na Państwowym Uniwersytecie Ohio, gdzie wykładał językoznawstwo kontrastywne i język serbsko-chorwacki. W 2005 r. przeszedł na emeryturę, a w 2006 r. otrzymał tytuł profesor emeritus.
Zajmuje się relacją między językiem a kulturą, a także fonetyką, morfologią i składnią języka bośniackiego i angielszczyzny, teorią analizy kontrastywnej i językoznawstwem ogólnym. Autor licznych artykułów naukowych opublikowanych na łamach czasopism, zarówno krajowych, jak i zagranicznych („Radovi Filozofskog fakulteta u Sarajevu”, „Književni jezik”, „Dijalog”, „International Journal of Slavic Linguistics and Poetics”, „Papers and Studies in Contrastive Linguistics”). Uczestniczył w licznych krajowych i międzynarodowych spotkaniach z zakresu językoznawstwa i wygłosił szereg wykładów, zarówno w byłej Jugosławii, jak i poza nią. W trakcie swojej działalności krytykował preskryptywne i purystyczne podejścia do języka.

## Wybrana twórczość
- A Synchronic Study of Verbal Aspect in English and Serbo-Croatian, Slavica Publishers, Cambridge, Massachusetts, USA, 1976.
- Jezik i njegova struktura, Savremeno lingvističko osvjetljenje, trzecie wydanie, Šahinpašić, Sarajewo, 1998.
- Praktična engleska gramatika, Šahinpašić, Sarajewo, 2001.
- Totalni promašaj, Prikaz Gramatike bosanskoga jezika Dž. Jahića, S. Halilovića i I. Palića, drugie wydanie, Šahinpašić, Sarajewo, 2003.
- Bosnian for Foreigners: with comprehensive grammar, Rabic, Sarajewo 2012.